# 奎照
奎照（穆麟德轉寫：kuijao，1790年—1842年），字伯冲，号玉庭，索綽絡氏，内务府满洲正白旗人。中國清朝官员，进士出身。

## 生平
奎照之祖父德保，官至禮部尚書。父英和，官至協辦大學士。奎照為嘉庆十九年（1814年）甲戌科二甲進士，選庶吉士，散館後授編修。历官五部侍郎、镶蓝旗汉军副都统、镶白旗护军统领、正蓝旗蒙古副都统，管理咸安宫官学及右翼宗学，礼部尚书、军机大臣，因事被夺职。复起用为泰陵镇总兵兼总管内务府大臣。道光二十二年（1842年）左都御史。次年卒。《清史稿》將其附於其父列傳之後。

## 家族
- 祖父乾隆二年（1737年）进士德保。
- 父乾隆五十八年（1793年）进士英和。
- 兄嘉庆十六年（1811年）進士奎耀。祖孙三代皆入選翰林。[2] 至奎照點翰林之時，其家族入玉堂已歷三世。朝野一致稱道，以之為滿洲清望。成親王永瑆特題“祖孫父子兄弟翰林”相贈。[3] 後來奎照之子錫祉也於道光十五年（1835年）成進士，改庶吉士，至此家族四世五人躋身詞林，可謂滿洲士族之冠。[2][4]
- 妻佟佳氏。其父内务府镶黄旗满洲、內務府員外郎兼佐領昌儀，祖父浙江巡撫、总管内务府大臣伊齡阿。
- 子道光十五年（1835年）進士錫祉。妻伊爾根覺羅氏（父正蓝旗满洲、雲南候補知州恆文，祖父河南布政使海慶，曾祖雍正八年（1730年）庚戌科进士明山 (伊尔根觉罗氏)；祖姑母伊爾根覺羅氏嫁镶黄旗满洲文襄公富察氏福康安）。
- 子錫晉，內務府員外郎。妻李氏（父內務府正白旗漢軍、總管內務府大臣基溥）。
- 子錫祉、錫茀，錫珏。
- 女一索绰络氏，封索绰络氏咸丰帝之婉贵妃 (咸丰帝)。女一为辅国将军載坤继妻。[5]女一嫁正蓝旗满洲伊爾根覺羅氏昆載（父乾隆丙午科舉人、刑部尚書嵩孚（伊爾根覺羅氏）(字蓮舫），祖父云贵总督富綱，曾祖闽浙总督恪勤公蘇昌）。女一嫁内务府镶黄旗汉军、道光二十五年（1845年）乙巳恩科进士杨佳氏宜振。
- 孙：泰階、泰源、泰興、泰雲、泰林、泰泉。其中员外郎泰階娶宗室宝森胞妹，即礼部尚书贵庆姐姐富察氏和宗室兴恒的孙女。